# Static-X
Static-X — американський індастріал-метал гурт з Лос Анджелесу, штат Каліфорнія, створений 1994 року.
Гурт заснував Вейн Статік та барабанщик Кен Джей. Гурт здобув популярність дебютним альбомом «Wisconsin Death Trip», який вийшов в 1999 році, в якому їх індастріал-метал привернув увагу в зростаючому індастріал-метал русі наприкінці 1990-х, і альбом з часом став платиновим у Сполучених Штатах. Протягом наступного десятиліття гурт випустив ще п'ять альбомів: «Machine» у 2001 році, «Shadow Zone» у 2003 році, «Start a War» у 2005 році, «Cannibal» у 2007 році та «Cult of Static» у 2009 році.
Гурт призупинив діяльність, коли Статік працював над своїм сольним альбомом «Pighammer» у 2011 році. Статік на короткий час реформував гурт у 2012 році, долучивши лише учасників зі свого сольного альбому, і в червні 2013 року гурт знову призупинив діяльність. 1 листопада 2014 року Вейн Статік помер у віці 48 років.
Решта оригінального складу гурту: басист Тоні Кампос, гітарист Коічі Фукуда та барабанщик Кен Джей оголосили 23 жовтня 2018 року, що вони реформують гурт на честь Статіка, і випустять «Project Regeneration Vol. 1» у 2020 році, це їх перший студійний альбом за одинадцять років. Незабаром, має вийти ще один альбом Project Regeneration Vol.2. Дату виходу альбому анонсовано на 26 січня 2024 року.[уточнити]

## Історія

### Створення гурту,Wisconsin Death Trip іMachine(1994—2001)
Гурт був заснований у 1994 році після розпаду попереднього гурту Вейна Статіка Deep Blue Dream. Наприкінці 1980-х Статік грав у гурті разом із майбутнім фронтменом Smashing Pumpkins Біллі Корганом. Однак, коли Smashing Pumpkins почали набирати популярність, Корган вирішив присвятити всю свою увагу новому гурту, і Deep Blue Dream врешті-решт розпалися. Пізніше Статік і Кен Джей переїхали до Лос-Анджелеса, щоб заснувати новий гурт з гітаристом Емерсоном Свінфордом, з яким вони познайомилися через спільного друга, чиказького автора-виконавця пісень Пі Джея Олссона. Вони створили гурт під назвою Drill, до складу якого увійшов Тоні Кампос на бас-гітарі, і почали виступати на музичній сцені Лос-Анджелеса. Після того, як Свінфорд пішов, щоб продовжити гастролі та сесійну роботу, вони найняли гітариста Коїчі Фукуду і перейменували гурт на Static. Під час запису свого дебютного альбому, вони зрозуміли, що існує безліч інших гуртів з назвою Static, і згодом перейменували гурт на Static-X.
Static-X підписали контракт з Warner Bros. Records на початку 1998 року і випустили свій дебютний альбом «Wisconsin Death Trip» 23 березня 1999 року. Незабаром після цього вони випустили свій перший сингл «Push It», за яким з'явилися «I'm with Stupid» і «Bled for Days» у 2000 році. Static-X гастролювали виключно на підтримку альбому і двічі виступали на Ozzfest, підтримуючи Fear Factory. Наступного року було також випущено промо-міні-альбом «The Death Trip Continues».
|                | Насправді, це був просто вихор, і я майже нічого не пам'ятаю. Ми так багато працювали і гастролювали, що я навіть не пам'ятаю більшу частину цього. За перший рік ми відіграли 300 концертів і просто ніколи не поверталися додому. Один тур тривав шість або вісім тижнів і закінчувався десь на східному узбережжі, ми їхали пару днів, приєднувалися до Slayer і гастролювали з ними чотири або п'ять тижнів. Тур закінчувався, а потім ми їхали на кілька днів до Бостона, щоб зіграти з Sevendust. Ми просто продовжували їхати і їхати і ніколи не поверталися додому. Я маю на увазі, що у мене навіть не було дому. Останній рік перед тим, як ми почали гастролювати, я жив у приміщенні для репетицій. Мені довелося звільнитися з роботи, щоб записати альбом, так що мені навіть не було куди повертатися додому... Зараз я озираюся назад і шкодую, що не знайшов часу, щоб розслабитися і оцінити все це більше. Можливо, познайомитися з деякими іншими гуртами трохи ближче і провести час, повеселитися на вечірках і, можливо, зробити кілька фотографій з іншими хлопцями". |
| — Вейн Статік, | |

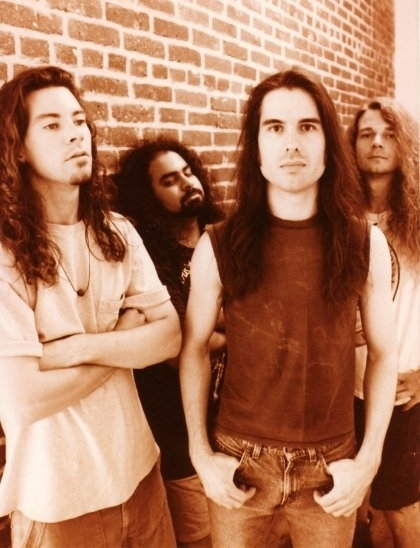
Гурт «Drill» у 1994 році

Комерційно зусилля окупилися: альбом став платиновим у 2001 році. Подальший тур був задокументований на DVD «Where the hell are we and What Day Is It… This Is Static-X» (Де ми, чорт забирай, знаходимося і який сьогодні день… Це Static-X). Однак тиск запису нового альбому був важким для Статіка і решти гурту. Статік, побоюючись, що вони не зможуть випустити ще один успішний альбом, хотів почати роботу над наступним матеріалом під час гастролей на підтримку Wisconsin Death Trip, в той час, як інші учасники гурту хотіли зосередитися на тому, щоб насолоджуватися гастролями. Не маючи підтримки, Статік взяв справу у свої руки, написавши весь матеріал самостійно протягом двох років гастролей. В період гастролей разом з гуртом Pantera, Вейн Статік надихнувся їх творчістю, що сильно вплинуло на звучання нового альбому. Самостійна робота Вейна над альбомом викликала суперечки між членами гурту, які обурювалися, що Вейн не чекав на них і не включав їх у процес створення альбому, в якому всі учасники брали участь у попередньому альбомі. Фукуда покинув гурт після завершення туру, що змусило гурт записати альбом у складі трьох учасників. Пізніше Вейн описував цей розкол як «дружній» і «безумовно не […] дружній». Попри це, гурту все ж вдалося досягти успіху: другий альбом, Machine, вийшов 22 травня 2001 року і згодом був сертифікований як золотий з накладом у 500 000 проданих копій. Обидві гітари які звчуать в цьому альбомі, виконані та записані Вейном Статіком. Пізніше, до гурту приєднався Тріпп Айзен, Він замінив Коічі Фукуду на гітарі під час туру на підтримку альбому.

## Склад
Поточний склад
- Тоні Кампос — бас, бек-вокал (1994—2010, 2018-по теперішній час)
- Коічі Фукуда — гітара, клавішні (1994—2000, 2005—2010, 2018-по теперішній час)
- Кен Джей — ударні (1994—2003, 2018-по теперішній час)
- Xer0 — вокал, ритм-гітара (2019-по теперішній час)

Колишні учасники
- Вейн Статік — вокал, ритм-гітара (1994—2010, 2012—2013); клавіші (2001—2005, 2012—2013) (помер 2014)
- Тріпп Айзен — соло-гітара (2000—2005)
- Нік Осіро — ударні (2003—2009)
- Брент Ешлі — бас, бек-вокал (2012)
- Енді Кід — бас, бек-вокал (2012—2013)
- Дієго Ібарра — соло-гітара (2012—2013)
- Шон Девідсон — ударні (2012—2013)

Гастрольні учасники
- Вілл Гант — ударні (2009)
- Беван Девіс — ударні (2009—2010)

Схема

## Дискографія
- 1999 — Wisconsin Death Trip
- 2001 — Machine
- 2003 — Shadow Zone
- 2005 — Start a War
- 2007 — Cannibal
- 2009 — Cult of Static
- 2020 — Project Regeneration Vol. 1